# مايكل فوت
مايكل ماكينتوش فوت زميل الجمعية الملكية للأدب (23 يوليو 1913 - 3 مارس 2010) هو سياسي في حزب العمال البريطاني شغل منصب زعيم حزب العمال من 1980 إلى 1983. بدأ فوت حياته المهنية كصحفي في صحيفة تريبيون آند ذا إيفنينغ ستاندارد. شارك في كتابة المناظرة عام 1940 ضد استرضاء أدولف هتلر، بعنوان الرجال المذنبون، تحت اسم مستعار.
شغل فوت منصب عضو في البرلمان من عام 1945 إلى عام 1955 ومرة أخرى من عام 1960 حتى تقاعد عام 1992. كان خطيبًا متحمسًا، ومرتبطًا بالجناح اليساري لحزب العمال في معظم حياته المهنية، وكان فوت مؤيدًا قويًا لحملة نزع السلاح النووي وانسحاب بريطانيا من المجموعة الاقتصادية الأوروبية. عُيّن في مجلس الوزراء بصفة وزير دولة للتوظيف تحت حكم هارولد ويلسون عام 1974، وشغل لاحقًا منصب زعيم مجلس العموم (1976-1979) في عهد جيمس كالاهان. شغل أيضًا منصب نائب زعيم حزب العمل تحت قيادة كالاهان من 1976 إلى 1980.
انتخب كمرشح وسط، شغل فوت منصب زعيم حزب العمل وزعيم المعارضة من عام 1980 إلى عام 1983. وقد جعلته مواقفه السياسية اليسارية القوية وانتقاداته للقيادة المتذبذبة زعيمًا غير محبوب. لم يكن ذو كاريزما قوية، فقد أطلق عليه لقب وورزل غوميدج بسبب مظهره المتجعد. وانشق فصيل يميني من الحزب في عام 1981 لتشكيل الحزب الاشتراكي الديمقراطي. قاد فوت حزب العمال إلى الانتخابات العامة عام 1983، عندما حصل الحزب على أقل حصة من الأصوات منذ الانتخابات العامة لعام 1918 وعلى أقل عدد من المقاعد البرلمانية التي كان يمتلكها في أي وقت منذ ما قبل عام 1945، وهو ما ظل كذلك حتى هزيمة حزب العمال في انتخابات 2019. استقال من قيادة الحزب بعد الانتخابات، وخلفه كزعيم نيل كينوك.
تشمل الكتب التي كتبها مايكل فوت رجال مذنبون (1940)؛ القلم والسيف (1957)، سيرة جوناثان سويفت؛ وسيرة أنورين بيفان.

## العائلة
وُلد فوت في ليبسون تيراس، بليموث، ديفون، وهو الابن الرابع والخامس من بين سبعة أطفال لآيزاك فوت (1880-1960) وللإسكوتلندية إيفا (كنيتها قبل الزواج ماكينتوش، توفي في 17 مايو 1946). كان آيزاك فوت محاميًا ومؤسس شركة فوت آند بودين للمحاماة في بليموث (التي اندمجت مع شركة أخرى لتصبح فوت أنستي). عمل آيزاك فوت، وهو عضو نشط في الحزب الليبرالي، كعضو ليبرالي في البرلمان لبودمين في كورنوال من عام 1922 إلى عام 1924 ومرة أخرى من عام 1929 إلى عام 1935، وعمدة مدينة بليموث.
وكان من بين أشقاء مايكل فوت؛ السير دينجل فوت عضو البرلمان (1905-1978)، وهو نائب ليبرالي ومن ثم عن حزب العمال؛ وهيو فوت، بارون كارادون (1907-1990)، حاكم قبرص (1957-1960) وممثل المملكة المتحدة في الأمم المتحدة من 1964 إلى 1970؛ السياسي الليبرالي جون فوت، لاحقًا بارون فوت (1909-1999)؛ مارجريت إليزابيث فوت (1911-1965)؛ جينيفر ماكينتوش هيغيت (1916-2002)؛ وكريستوفر آيزاك فوت (1917-1984). كان مايكل فوت عم الصحافي بول فوت (1937-2004) والعامل الخيري أوليفر فوت (1946-2008).

## وصلات خارجية
- مايكل فوت في قاعدة بيانات الأفلام على الإنترنت
- أعمال مايكل فوت في ليبري فوكس